# ثورة التنباك

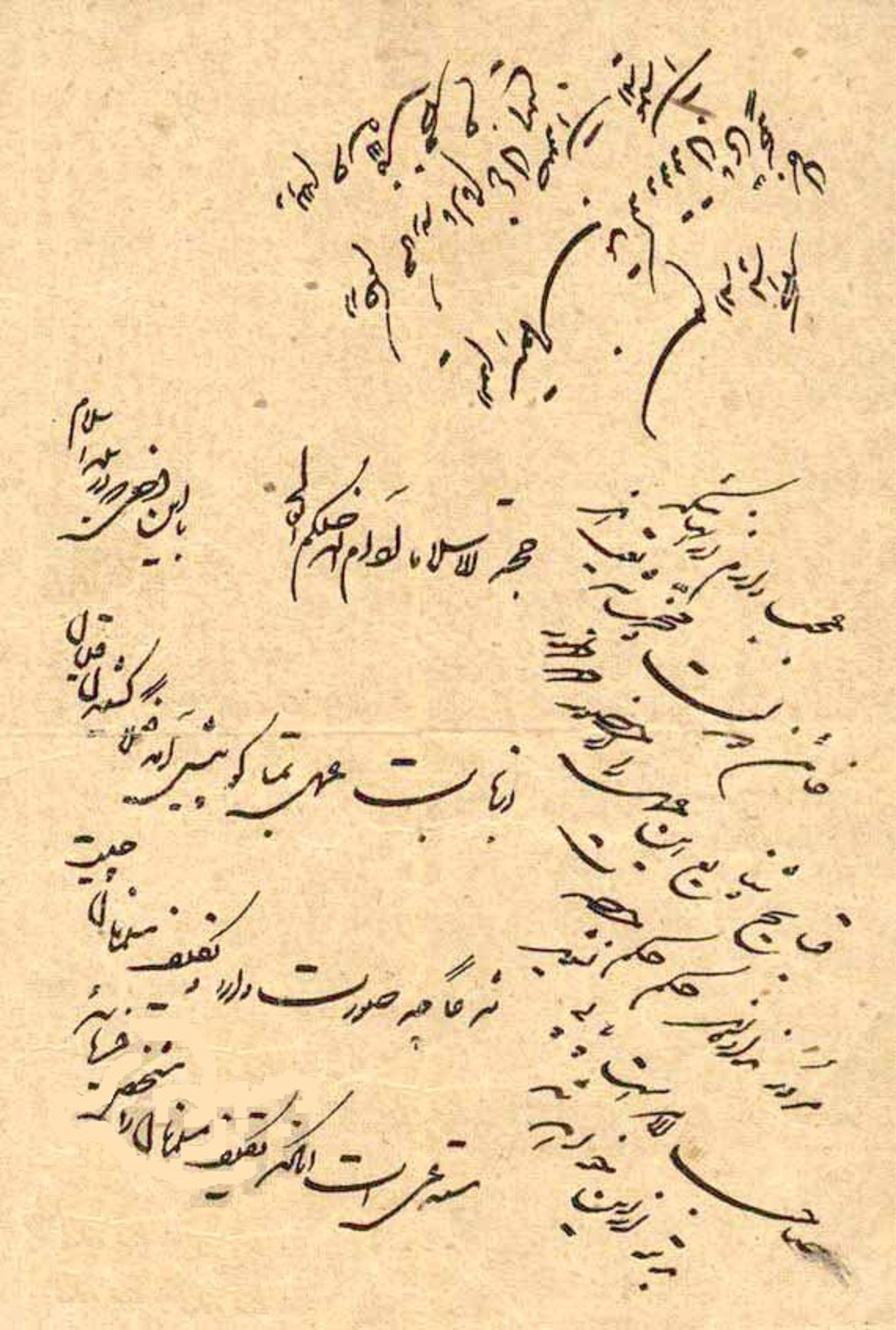
فتوى ثورة التنباك الصادرة عن ميرزا محمد حسن الحسيني الشيرازي - 1890مـ

ثورة التنباك أو ثورة التبغ (بالفارسية: نهضت تنباکو) هي ثورة قامت بعد سنة 1890 م، حين منح الملك القاجاري، ناصر الدين شاه، حق بيع وشراء التبغ في إيران لصالح شركة بريطانية.
كان نحو 20% من الإيرانيين يعملون في قطاع التبغ، وقد أدت الإتفاقية إلى احتكار البريطانيين لهذا قطاع. وصلت الأزمة ذروتها حين صدرت فتوى تُنسب إلى المرجع الشيعي محمد حسن الشيرازي سنة 1309 هـ / 1891 م حَرم فيها التنباك، جاء فيها: «استعمال التنباك والتوتون باي نحو كان بحكم محاربة امام الزمان عجل الله فرجه».

## منح امتياز التنباك
في العشرين من آذار سنة 1890 وقّع ناصر الدين شاه اثناء سفرته الثالثة إلی أروبا وإقامته في إنكلترا اتفاقاً لحصر تجارة التوتون والتنباك الإيراني لمدة 50 سنة بشركة إنكليزية يرأسها المايجور جيرالد تالبوت الذي كان من المقربين لرئيس الوزراء الإنكليزي آنذاك اللورد ساليزبوري. وحسب هذا الاتفاق سُحب حق البيع وشراء التوتون والتنباك والمنتوجات المرتبطة بها من أيدي الإيرانيين وأعطي لصالح انكلترا. في وقت الذي كان نحو 20% من الإيرانيين يعملون في قطاع التبغ.
عارض هذا الاتفاق علماء الدين وبعض من الوطنيين، حيث اعتبروه تهديدا لاستقلال بلادهم في المستقبل. وقد بذل هؤلاء العلماء جهودا كبيرة في سبيل إقناع الشاه لإلغاء الامتياز الممنوح لتلك الشركة الإنكليزية ولكن دون جدوی.
فتوجه العلماء وعلی رأسهم جمال الدين الأفغاني نحو المرجع الكبير الميرزا محمد حسن الشيرازي الذي كان يقيم في سامراء وأوضحوا له الموضوع ليجدوا حلاً.

## فتوی تحريم التنباك

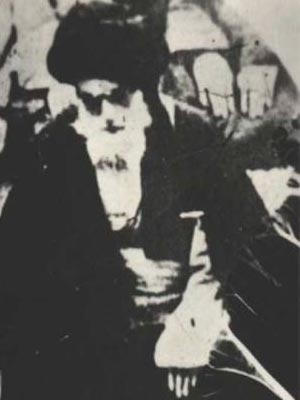
آية الله محمد حسن الشيرازي الذي أرتبط اسمه بثورة التنباك بعد أن أصدر فتوی تحريم التنباك.

قام آية الله الشيرازي في البداية بإرسال رسائل عديدة إلى الشاه يطالبه فيها بإلغاء الاتفاقية والكف‌ عن‌ مواصلة‌ المشروع‌، لكن الشاه واجه هذه المطالب بالرفض والتعنت، فندما يئس الشيرازي من إقناعه بإلغائها، أصدر فتواه الشهيرة حَرّم فيها التنباك، والتي كان نصها:
«بسم الله الرحمن الرحيم: اليوم استعمال التنباك والتوتون باي نحو كان بحكم محاربة امام الزمان عجل الله فرجه.»

## الأعقاب
فبعد أن أصدر آية الله محمد حسن الشيرازي فتوی حرمة استعمال التبغ التزم المسلمون في إيران بها
وكسروا النارجيلات وكل آلة تستعمل للتدخين. كما أغلقت‌ جميع‌ محلات‌ بيع‌ التبغ‌ والتنباك‌.
أجبر الشاه أحد رجال علماء الدين بالتدخين في المسجد لإنهاء المقاطعة، ولكنه رفض ذلك، فأمر الشاه بنفيه من طهران. لكن ثار الناس‌ وتجمعوا لامتناع من خروجه وأدی ذلك إلى صدام راح ضحيتهُ اثنين من رجال الدين في مظاهرة حاشدة. فبدأت‌ الثورة بالتصاعد فاضطر الشاه‌ علی التراجع والغاء الامتياز الممنوح للشركة الإنكليزية. فبعد مفاوضة‌ مع الشركة‌، تم‌ الاتفاق‌ علي إلغاء الامتياز‌ مقابل‌ دفع غرامة‌ قدرها 500 ألف‌ ليرة‌ إلي الشركة‌.
تعتبر ثورة التنباك أول تعبئة عامة للشعب الإيراني ضد الدولة وعلی رغم محدودية أهدافها لكنها تركت اثر كبير على ما اعقبها من وقائع واحداث.
فمن أهم النتائج التي افرزتها الثورة كان عرض وزيادة الاقتدار السياسي لعلماء الدين. حيث أسهمت الثورة في بلورة الدور الخاص للمجتهدين والمراجع في الحركة الوطنية الإيرانية. كما وجد الإيرانيون بعد الثورة، الشجاعة الكافية لاتّخاذ مواقف مناهضة ضد الحكومة الوطنية أيضاً.
وقد يعتقد إدوارد براون بان قضية فشل امتياز التبغ لعبت دورا مهما فعالا في الحركة الدستورية في إيران والتي تمخضت عن نجاح الإيرانيين في الحصول علی الدستور في 5 آب سنة 1906.
كما مهدت الثورة السبيل امام قيام الثورة الإسلامية في ايران عام 1979.